# سجن مفتوح

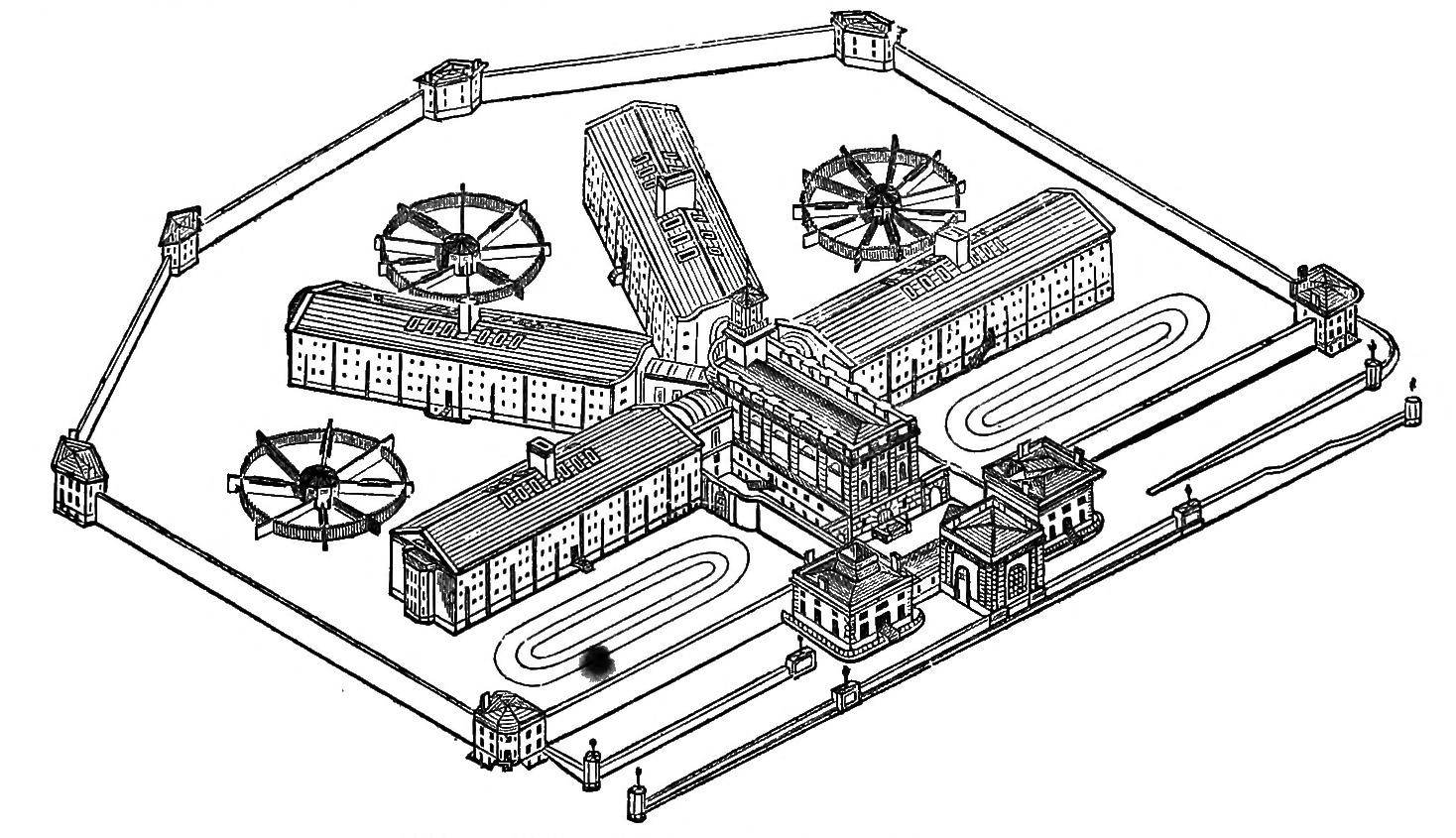

السجن المفتوح هو كل سجن يقضي فيه السجناء مدة عقوبتهم مع الحد الأدنى من الإشراف والأمن والحراسة المحيطة بهم وغالبًا ما يتم تلافي احتجازهم في زنزانات. قد يُسمح للسجناء القيام بوظائف أثناء قضاء مدة عقوبتهم. وتكون هاته السجون في المملكة المتحدة جزءًا من خطة إعادة تأهيل السجناء المنقولين من السجون المغلقة. في إطار عقوبات سجنية موجهة أو مخصصة بدرجة أولى للسجناء الذين يعتبرون أقل خطورة على النظام العام. والذين يقضون عقوبات منخفضة المدة وتستبدل العقبات المادية في هذه الحالة بعناصر معنوية تتمثل في الثقة الممنوحة للسجين والتي تحمل على كاهله لعدم فراره. لا يتمتع السجناء في السجون المفتوحة بحرية كاملة ولا يُسمح لهم بمغادرة المبنى إلا لأغراض محددة، مثل الذهاب إلى وظيفة خارجية. في أيرلندا، كان هناك جدل حول إشكاليات الهروب من السجون المفتوحة، والذي يعزى إلى استخدام السجن من قبل مصلحة السجون الأيرلندية لنقل السجناء العاديين للسجون المفتوحة بغية الحد من الاكتظاظ في السجون المغلقة.
فكرة السجون المفتوحة هي نوع من إعادة التأهيل للسجناء بدلاً من معاقبتهم.